# Cultura d'Hemudu

Ubicació de la cultura Hemudu en l'actual Xina

La cultura d'Hemudu (5500 aC al 3300 aC) fou una cultura neolítica que cresqué al sud de la badia d'Hangzhou, a Jiangnan, al modern Yuyao, Zhejiang, Xina. Pot dividir-se en fases primerenca i tardana, abans i després de 4000 ae, respectivament. El lloc a Hemudu, a 22 km al nord-oest de Ningbo, fou descobert al 1973. També aparegueren llocs d'Hemudu a les illes de Zhoushan. Es diu que els hemudu difereixen físicament dels habitants dels llocs del riu Groc al nord. S'ha considerat a la cultura d'Hemudu com una font de les cultures protoaustronèsies.

## Cultura material

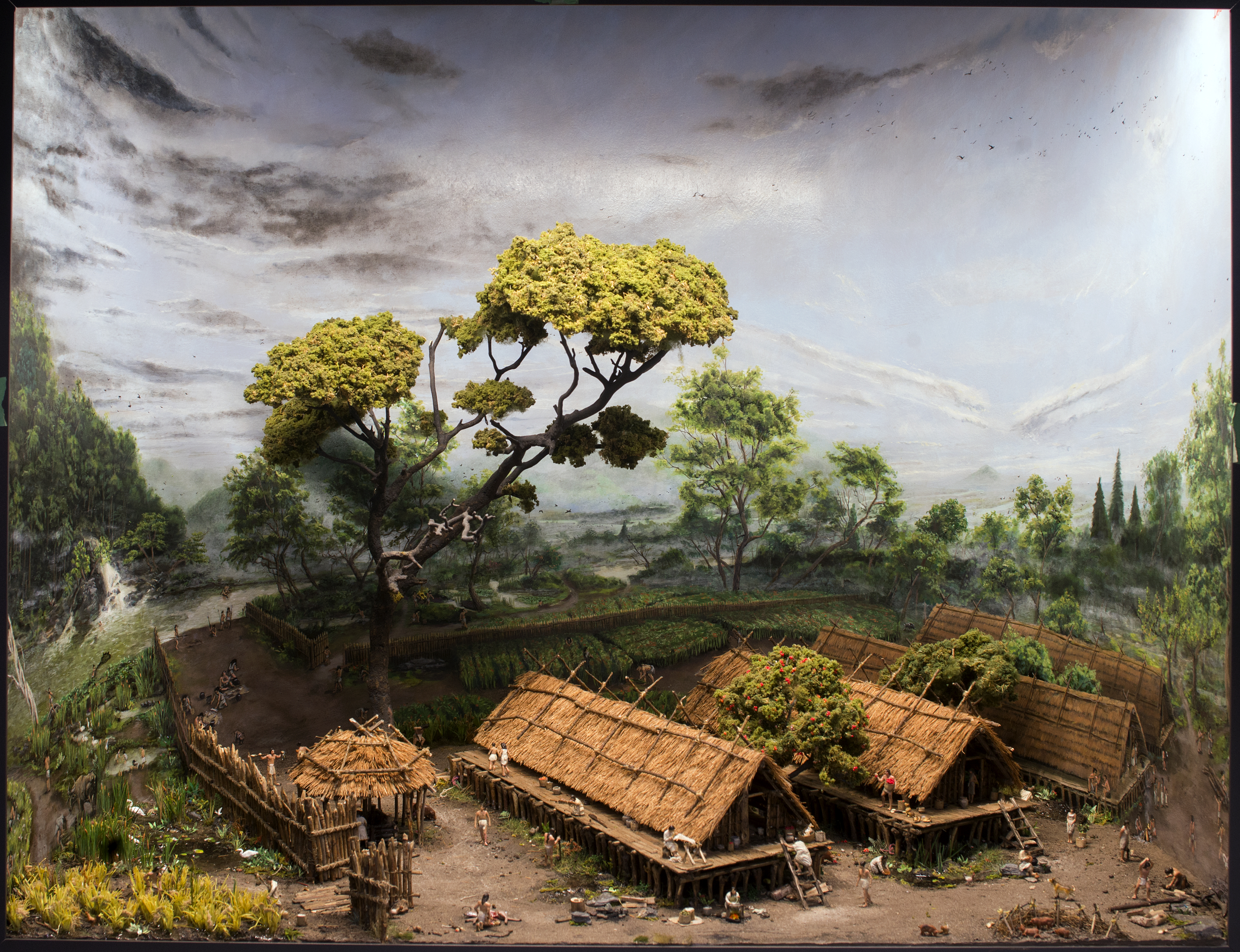
Model a escala d'un poblat Hemudu. Museu de Camp d'Història Natural

Alguns erudits afirmen que la cultura d'Hemudu coexistí amb la cultura Majiabang com dues cultures separades i diferents, amb transmissions culturals entre totes dues, mentre que altres agrupen la cultura Hemudu com una subtradició de la cultura Majiabang. Dues grans inundacions provocaren que el proper riu Yaojiang canviara el curs i inundara la terra amb sal, la qual cosa obligà la gent d'Hemudu a abandonar els seus assentaments. La gent d'Hemudu vivia en palafits llargs. Les cases comunals eren molt semblants a les que es troben a l'actual Borneo.

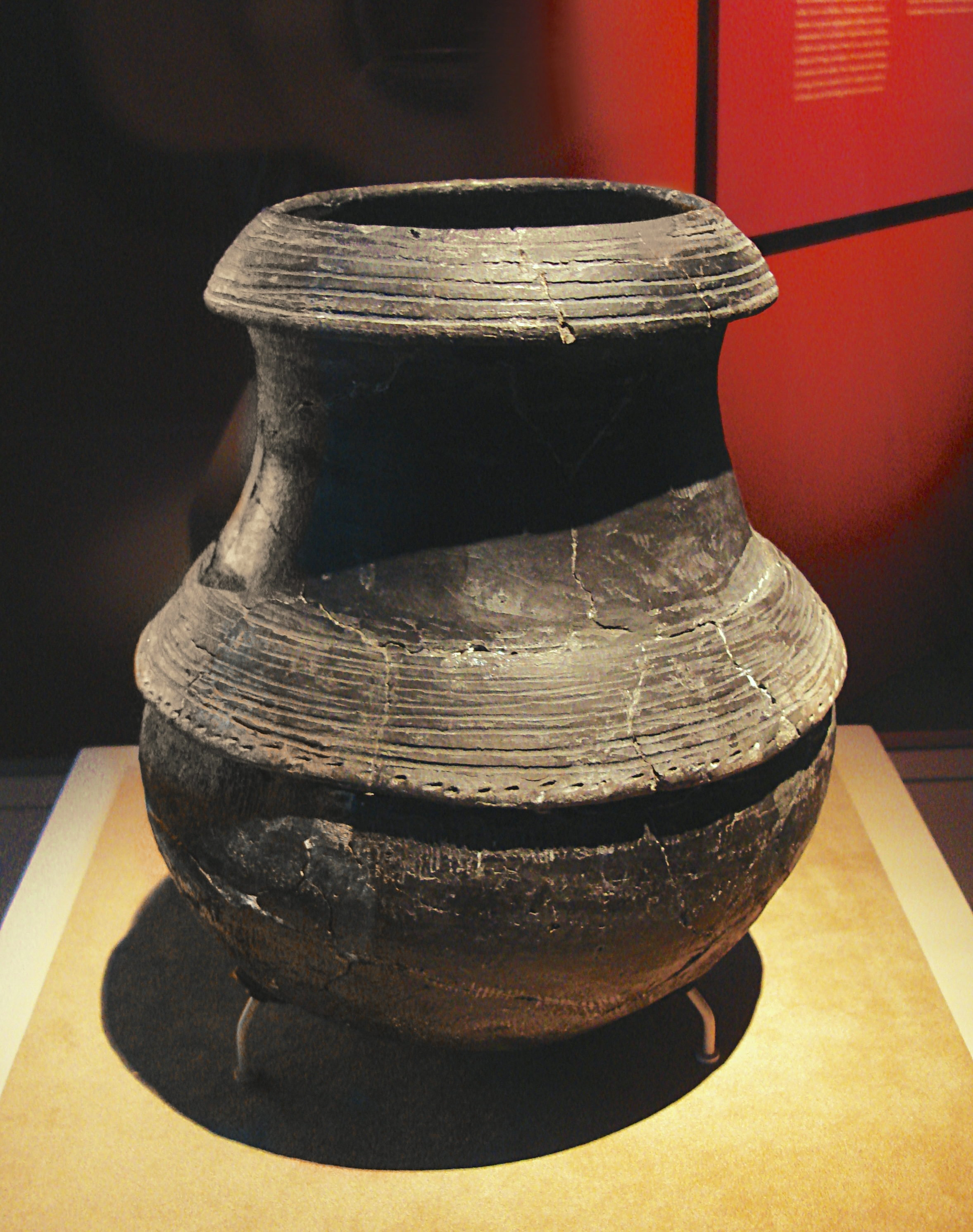
Ceràmica negra de la cultura Hemudu

La cultura Hemudu fou una de les primeres cultures a conrear arròs. Unes excavacions al jaciment del període Hemudu de Tianluoshan han demostrat que l'arròs estava experimentant canvis evolutius reconeguts com a domesticació. La majoria dels objectes descoberts a Hemudu són fets amb ossos d'animals, com ara aixades fetes d'ossos utilitzades per conrear arròs. Aquesta cultura també produí fusta lacada. Un bol de fusta de laca vermella al Museu de Zhejiang data del 4000 a 5000 ae, i de moment és l'objecte humà més antic del món.
A Hemudu i Tianluoshan es trobaren restes de diverses plantes, com ara castanya d'aigua, Nelumbo nucifera, gla, meló, kiwi, mores, préssec, Euryale ferox i carabassa vinera. La gent d'Hemudu degué domesticar porcs i gossos, però va practicar la caça extensiva de cérvols i alguns búfals asiàtics domèstics salvatges. La pesca també la feren a gran escala, sobretot del carpí. Les pràctiques de pesca i caça s'evidencien per les restes d'arpons d'os, arcs i puntes de fletxa. Instruments musicals, com xiulets d'os i tambors de fusta, també hi havia a Hemudu. El disseny d'objectes per part dels habitants d'Hemudu té moltes semblances amb el del sud-est asiàtic insular.

## Religió
Els habitants d'Hemudu adoraven un esperit del sol i un esperit de la fertilitat. També feren rituals xamànics al sol i creien en tòtems d'aus, la vida després de la mort i en fantasmes. Sepultaven les persones amb els caps orientats a l'est o al nord-est i la majoria no tenien objectes funeraris. Els nadons s'enterraven en urnes, i nens i adults al nivell de la terra. No tenien un cementeri comunal definit, en la major part, però es trobà un cementeri comunal de clans en el període posterior. Es creu que dos grups en parts separades d'aquest cementeri són dos clans que es casaren entre si. Hi havia molts més béns funeraris en aquest cementeri comunal.

## Ambient
Els ameboides fossilitzats i el pol·len suggereixen que la cultura Hemudu sorgí i es desenvolupà en el medi de l'òptim climàtic de l'holocé. Un estudi de línies costaneres a nivell de la mar a la plana de Ningshao de 7000 a 5000 aC mostra que el clima era tropical a subtropical amb altes temperatures i molta precipitació durant tot l'any.